# Бровиков, Владимир Николаевич
Бро́виков Влади́мир Никола́евич (15 декабря 1925 года, село Дмитриевка Белозерского района Оренбургской области — 6 апреля 2009 года, Москва) — директор Таганрогского научно-исследовательского института связи (1958—1984). С 1986 — научный сотрудник НПО «Пальма»

## Биография
В годы Великой Отечественной войны (1941—1945) был курсантом Южно-Уральского пулемётного училища, командиром отделения, курсантом Чкаловского танкового училища, командиром взвода. После войны Учился в Чкаловском педагогическом (1947) и Ленинградском институтах авиационного приборостроения (ныне — ГУАП), где в 1952 году получил квалификацию радиоинженер. В 1953—1958 работал в НИИ «Альтаир» (Москва), с 1958 возглавил образованный в Таганроге филиал ОЛ-НИИ-10, затем с 1961 Таганрогский НИИ связи. Кандидат технических наук (1961), старший научный сотрудник. Автор многих научных трудов и изобретений. Под его непосредственным руководством институт выполнил важнейшие опытно-конструкторские разработки, за что коллектив был награждён орденом Трудового Красного Знамени. В 1984—1986 работал заместителем генерального директора НПО «Пальма» (Москва). Пользовался заслуженным авторитетом в научных кругах и оборонных отраслях промышленности.

## Награды
- Орден Ленина
- Орден Трудового Красного Знамени
- Другие медали

## Память
- Память о Владимире Николаевиче увековечена на двух мемориальных плитах в Таганроге: на доме, где он жил (Украинский пер., 21) и на здании Таганрогского НИИ связи (Седова ул., 3-1). Органами городской власти принято решение о присвоении его имени одной из новых улиц в Таганроге.